# Two Days
Two Days es una película dramática de 2003 escrita y dirigida por Sean McGinly sobre un hombre (Paul Rudd) quien tiene a un equipo de película documentando los últimos dos días de su vida antes de su suicidio planeado. Durante este tiempo, los amigos, antiguas novias, y sus padres tratan de convencerlo de que viva; la mayoría de ellos creen que está bromeando y haciendo un alegato en favor a tener atención.
La película también es protagonizada por Karl Wiedergott, Mackenzie Astin, Marguerite Moreau, Lourdes Benedicto y Donal Logue.